# 松本一心
松本 一心（まつもと いちと、2005年6月13日 - ）は、地方競馬の笠松・加藤幸保厩舎所属の騎手。父は同じく笠松競馬場所属騎手の松本剛志。

## 来歴・人物
幼いころから父・剛志の騎乗を近くで見て、騎手に憧れていたという。
2023年4月5日笠松競馬第1競走でチュウワシルバーで初騎乗・
初勝利。